# Remigia escondida
Remigia escondida är en fjärilsart som beskrevs av William Schaus 1901. Remigia escondida ingår i släktet Remigia och familjen nattflyn. Inga underarter finns listade.